# David Toledo
David Toledo (* 18. April 1982 in Barrio de la Sociedad, Oaxaca) ist ein mexikanischer Fußballspieler, der im Mittelfeld agiert.  

## Leben
Sein erstes Spiel in der mexikanischen Primera División bestritt Toledo für seinen langjährigen Verein Club Universidad Nacional am 21. Oktober 2001 in einem Heimspiel gegen die Reboceros La Piedad, das mit 2:1 gewonnen wurde. Sein erstes Tor in der Primera División erzielte er am 25. Januar 2004 zur 1:0-Führung beim 3:0-Sieg gegen Atlas Guadalajara. Im selben Jahr gewann er mit den Pumas beide Meistertitel – sowohl die Clausura 2004 als auch die Apertura 2004 – und ebenso den mexikanischen Supercup sowie die inoffizielle, aber prestigeträchtige Trofeo Santiago Bernabéu.
Im Sommer 2007 wechselte er zum CF Atlante, mit dem er auf Anhieb die Meisterschaft der Apertura 2007 gewann. Ein Jahr später kehrte er zu den Pumas zurück und gewann mit ihnen seine vierte Meisterschaft in der Clausura 2009, bevor er unmittelbar nach diesem Triumph zu den Tigres de la UANL wechselte, mit denen er in der Apertura 2011 seinen fünften Meistertitel gewann.

## Erfolge
- Mexikanischer Meister: Cla 2004, Ape 2004, Ape 2007, Cla 2009, Ape 2011
- Mexikanischer Supercup: 2004